# Матч всех звёзд НБА 2021
«Матч всех звёзд НБА 2021 года» (англ. 2021 NBA All-Star Game) — показательная баскетбольная игра, которая прошла в городе Атланта штат Джорджия 7 марта 2021 года на домашней арене клуба «Атланта Хокс» «Стэйт Фарм-арена». Эта игра была 70-м матчем всех звёзд в истории Национальной баскетбольной ассоциации. Город ранее принимал матч всех звёзд в 1978 году на арене Омни колизиум и в 2003 году на «Филипс-арена».
В «Матче всех звёзд НБА» команда Леброна Джеймса одержала победу над командой Кевина Дюранта со счетом 170 на 150. Титул самого ценного игрока получил Яннис Адетокунбо.

## Матч всех звёзд

### Предыстория
Первоначально матч всех звёзд должен был пройти в городе Индианаполис, штат Индиана, 14 февраля 2021 года на домашней арене клуба «Индиана Пэйсерс» «Бэнкерс Лайф-филдхаус». Город принимал матч всех звёзд в 1985 году на арене «Хузьер Доум».
Объявление о выборе площадки было сделано 13 декабря 2017 года на пресс-конференции, проведенной «Индиана Пэйсерс». На церемонии присутствовали комиссар НБА Адам Сильвер, владелец «Пэйсерс» Херб Саймон, губернатор штата Индиана Эрик Холкомб и мэр Индианаполиса Джо Хогсетт. Команда представила свою заявку на игру в грандиозном стиле с тогдашним президентом команды и легендой НБА Ларри Бёрдом, доставившим заявку на Инди-автомобиле.
Мероприятие находилось в стадии планирования почти год. Другие мероприятия, запланированные на этот уик-энд, включают в себя:
- 12 февраля — Матч восходящих звёзд НБА
- 13 февраля — Конкурс умений, конкурс трёхочковых бросков и конкурс по броскам сверху.

Дополнительные мероприятия, включая игру знаменитостей и открытые для публики тренировки, должны были проводиться в соседнем Конгресс-центре Индианы. Город Индианаполис надеелся увидеть восьмизначный (около 10 миллионов долларов) экономический эффект, связанный с игрой.
25 ноября 2020 года НБА объявила о переносе матч всех звёзд из Индианаполиса на 2024 год. 28 января 2021 года НБА запустила процедуру определения участников матча и не решила, будет ли проводится матч всех звёзд НБА 2021 года.

### Формат
Формат матча всех звёзд не изменялся по сравнению с предыдущим разом. Лидеры голосования среди болельщиков, журналистов и игроков с каждой конференции будут служить капитанами команд. Каждый капитан выбирает сначала игроков стартовой пятерки, а потом запасных. Капитан может выбрать игрока в свою команду из любой конференции.
Каждая из первых трёх четвертей матча будет считаться как отдельный поединок и начинаться со счёта ноль ноль. Команда - победитель каждой из первых трёх четвертей получит денежные средства на благотворительные цели. Если по итогам четверти будет зафиксирована ничья, то денежные средства переходят на следующую четверть.
По окончании третьей четверти подсчитываются очки, набранные соперничающими командами. В четвертой четверти не будет работать двенадцатиминутный счётчик времени. Победителем матча всех звёзд станет та команда, которая первой достигнет целевого показателя по очкам в заключительном отрезке баскетбольной игры. Целевой показатель определяется: количество очков, набранной командой лидером по итогам первых трёх четвертей, плюс 24 очка (в честь игрового номера Коби Брайанта). Команда, победившая в матче всех звёзд, получит дополнительные денежные средства на благотворительные цели.
7 марта 2021 года будет проведен матч всех звёзд, а также конкурс умений, конкурс трёхочковых бросков и конкурс по броскам сверху. Матч восходящих звёзд и матч знаменитостей сыграны не будут.

### Тренеры
Тренерами на матче всех звёзд НБА становятся те тренеры, чьи команды имеют самый большой процент побед в каждой конференции исходя из статистики на 21 февраля 2021 года. Однако, правило НБА гласит, что тренер, который уже тренировал команду звёзд в прошлом году, не может быть выбран в этом году, даже если у его команды лучший процент побед в своей конференции. Поэтому Фрэнк Вогель и Ник Нерс не могли быть выбраны.
Главным тренером команды Леброна Джеймса был выбран наставник «Юта Джаз» Куин Снайдер. Под его руководством клуб из Солт-Лейк-Сити на 19 февраля 2021 года одержал 24 победы и потерпел 5 поражений. «Юта Джаз» занимала 1-е место в Западной конференции.
Команду Кевина Дюранта возглавил главный тренер «Филадельфия Севенти Сиксерс» Док Риверс. Он в третий раз стал главным тренером матча всех звёзд. Клуб из Филадельфии на 20 января 2021 года выиграл 20 матчей и проиграл 10 встреч. «Филадельфия Севенти Сиксерс» занимала 1-е место в Восточной конференции.

### Игроки
Состав команд определяется двумя способами. Стартовые пятёрки команд определяются голосованием среди болельщиков, игроков НБА и журналистов, освещающих НБА. При голосовании в стартовой пятерке должны быть выбраны два игрока задней линии и три игрока передней линии. Болельщики смогут проголосовать за любого игрока НБА раз в день. Журналисты и игроки НБА смогут проголосовать один раз. Игроки имеют право проголосовать за себя и партнеров по команде. Само голосование началось 28 января 2021 года и завершилось 16 февраля 2021 года.
Леброн Джеймс из «Лос-Анджелес Лейкерс» стал лидером голосования в Западной конференции. Леброн Джеймс, Стефен Карри, Кавай Ленард и Лука Дончич были игроками стартовой пятерки в предыдущих играх. Никола Йокич дебютирует в стартовой пятерке матча всех звёзд.
Кевин Дюрант из «Бруклин Нетс» победил в голосовании в Восточной конференции. Кевин Дюрант, Яннис Адетокунбо, Кайри Ирвинг, и Джоэл Эмбиид были игроками стартовой пятерки в предыдущих играх. Брэдли Бил дебютирует в стартовой пятерке матча всех звёзд.
Запасные игроки определяются голосованием среди главных тренеров команд соответствующей конференции. Тренер не имеет права голосовать за игроков своей команды. Запасные игроки команды набираются из двух защитников, трёх игроков передней линии и двух игроков вне зависимости от амплуа.
При травме игрока замену ему определяет комиссар НБА из той конференции, что и баскетболист, который не сможет принять участие в матче всех звёзд. При травме баскетболиста стартовой пятерки главный тренер выбирает из числа резервистов игрока, который выйдет с первых минут матча.

### Участники
- Курсивом выделены капитаны команд

| Поз.              | Игрок                | Команда                     | Участие           |
| Стартовая пятёрка | Стартовая пятёрка    | Стартовая пятёрка           | Стартовая пятёрка |
| ----------------- | -------------------- | --------------------------- | ----------------- |
| З                 | Брэдли Бил           | Вашингтон Уизардс           | 3                 |
| З                 | Кайри Ирвинг         | Бруклин Нетс                | 7                 |
| Ф                 | Яннис Адетокунбо     | Милуоки Бакс                | 5                 |
| Ф                 | Кевин ДюрантINJ2     | Бруклин Нетс                | 11                |
| Ц                 | Джоэл ЭмбиидINJ4     | Филадельфия Севенти Сиксерс | 4                 |
| Резервисты        |                      |                             |                   |
| З                 | Джейлен Браун        | Бостон Селтикс              | 1                 |
| З                 | Джеймс Харден        | Бруклин Нетс                | 9                 |
| З                 | Зак Лавин            | Чикаго Буллз                | 1                 |
| З                 | Бен СиммонсINJ5      | Филадельфия Севенти Сиксерс | 3                 |
| Ф                 | Джулиус Рэндл        | Нью-Йорк Никс               | 1                 |
| Ф                 | Джейсон ТейтумST1    | Бостон Селтикс              | 2                 |
| Ц                 | Никола Вучевич       | Орландо Мэджик              | 2                 |
| Ф/Ц               | Домантас СабонисREP2 | Индиана Пэйсерс             | 2                 |

| Поз.              | Игрок               | Команда                 | Участие           |
| Стартовая пятёрка | Стартовая пятёрка   | Стартовая пятёрка       | Стартовая пятёрка |
| ----------------- | ------------------- | ----------------------- | ----------------- |
| З                 | Стефен Карри        | Голден Стэйт Уорриорз   | 7                 |
| З                 | Лука Дончич         | Даллас Маверикс         | 2                 |
| Ф                 | Леброн Джеймс       | Лос-Анджелес Лейкерс    | 17                |
| Ф                 | Кавай Ленард        | Лос-Анджелес Клипперс   | 5                 |
| Ц                 | Никола Йокич        | Денвер Наггетс          | 3                 |
| Резервисты        |                     |                         |                   |
| З                 | Дамиан Лиллард      | Портленд Трэйл Блэйзерс | 6                 |
| З                 | Донован Митчелл     | Юта Джаз                | 2                 |
| З                 | Крис Пол            | Финикс Санз             | 11                |
| З                 | Девин БукерREP1INJ3 | Финикс Санз             | 2                 |
| З                 | Майк КонлиREP3      | Юта Джаз                | 1                 |
| Ф                 | Энтони ДэвисINJ1    | Лос-Анджелес Лейкерс    | 8                 |
| Ф                 | Пол Джордж          | Лос-Анджелес Клипперс   | 7                 |
| Ф                 | Зайон УильямсонST2  | Нью-Орлеан Пеликанс     | 1                 |
| Ц                 | Руди Гобер          | Юта Джаз                | 2                 |

↑  Энтони Дэвис не принял участие в матче из-за травмы.

↑  Девин Букер заменил травмированного Энтони Дэвиса.

↑  Кевин Дюрант не принял участие в матче из-за травмы.

↑  Домантас Сабонис заменил травмированного Кевина Дюранта.

↑  Джейсон Тейтум выйдет в стартовом составе вместо Кевина Дюранта.

↑  Девин Букер не принял участие в матче из-за травмы.

↑  Майк Конли заменил травмированного Девин Букера.

↑  Джоэл Эмбиид не сыграет в матче из-за протокола НБА по профилактике COVID-19.

↑  Бен Симмонс не сыграет в матче из-за протокола НБА по профилактике COVID-19.

↑  Зайон Уильямсон выйдет в стартовом составе вместо Джоэла Эмбиида. 

### Драфт
4 марта 2021 года пройдет драфт игроков матча всех звёзд. Леброн Джеймс и Кевин Дюрант были названы капитанами команд, так как они были соответственно лидерами голосования среди болельщиков Восточной и Западной конференции. Леброн Джеймс выбирал первым в первом раунде драфта игроков, так как он получил больше всех голосов болельщиков. Соответственно, Кевин Дюрант выбирал первым во втором раунде драфта игроков. В первом раунде драфта капитаны выбирали игроков стартовой пятерки, а во втором раунде - резервистов.
| Раунд | Пик | Игрок            | Команда         |
| ----- | --- | ---------------- | --------------- |
| 1     | 1   | Яннис Адетокунбо | Леброна Джеймса |
| 1     | 2   | Кайри Ирвинг     | Кевина Дюранта  |
| 1     | 3   | Стефен Карри     | Леброна Джеймса |
| 1     | 4   | Джоэл Эмбиид     | Кевина Дюранта  |
| 1     | 5   | Лука Дончич      | Леброна Джеймса |
| 1     | 6   | Кавай Ленард     | Кевина Дюранта  |
| 1     | 7   | Никола Йокич     | Леброна Джеймса |
| 1     | 8   | Брэдли Бил       | Кевина Дюранта  |
| 1     | 9   | Джейсон Тейтум   | Кевина Дюранта  |
| 2     | 10  | Джеймс Харден    | Кевина Дюранта  |
| 2     | 11  | Дамиан Лиллард   | Леброна Джеймса |
| 2     | 12  | Девин Букер      | Кевина Дюранта  |
| 2     | 13  | Бен Симмонс      | Леброна Джеймса |
| 2     | 14  | Зайон Уильямсон  | Кевина Дюранта  |
| 2     | 15  | Крис Пол         | Леброна Джеймса |
| 2     | 16  | Зак Лавин        | Кевина Дюранта  |
| 2     | 17  | Джейлен Браун    | Леброна Джеймса |
| 2     | 18  | Джулиус Рэндл    | Кевина Дюранта  |
| 2     | 19  | Пол Джордж       | Леброна Джеймса |
| 2     | 20  | Никола Вучевич   | Кевина Дюранта  |
| 2     | 21  | Домантас Сабонис | Леброна Джеймса |
| 2     | 22  | Донован Митчелл  | Кевина Дюранта  |
| 2     | 23  | Руди Гобер       | Леброна Джеймса |

### Составы
| Позиция                                                  | Игрок              | Команда                     |                   |
| Стартовая пятёрка                                        | Стартовая пятёрка  | Стартовая пятёрка           | Стартовая пятёрка |
| -------------------------------------------------------- | ------------------ | --------------------------- | ----------------- |
| З                                                        | Кайри Ирвинг       | Бруклин Нетс                |                   |
| Ц                                                        | Джоэл ЭмбиидINJ4   | Филадельфия Севенти Сиксерс |                   |
| Ф                                                        | Кавай Ленард       | Лос-Анджелес Клипперс       |                   |
| З                                                        | Брэдли Бил         | Вашингтон Уизардс           |                   |
| Ф                                                        | Джейсон ТейтумST1  | Бостон Селтикс              |                   |
| Резервисты                                               |                    |                             |                   |
| З                                                        | Джеймс Харден      | Бруклин Нетс                |                   |
| Ф                                                        | Зайон УильямсонST2 | Нью-Орлеан Пеликанс         |                   |
| З                                                        | Зак Лавин          | Чикаго Буллз                |                   |
| Ф                                                        | Джулиус Рэндл      | Нью-Йорк Никс               |                   |
| Ц                                                        | Никола Вучевич     | Орландо Мэджик              |                   |
| З                                                        | Донован Митчелл    | Юта Джаз                    |                   |
| З                                                        | Майк КонлиREP3     | Юта Джаз                    |                   |
| Главный тренер: Док Риверс (Филадельфия Севенти Сиксерс) |                    |                             |                   |

| Позиция                                 | Игрок                | Команда                     |                   |
| Стартовая пятёрка                       | Стартовая пятёрка    | Стартовая пятёрка           | Стартовая пятёрка |
| --------------------------------------- | -------------------- | --------------------------- | ----------------- |
| Ф                                       | Леброн Джеймс        | Лос-Анджелес Лейкерс        |                   |
| Ф                                       | Яннис Адетокунбо     | Милуоки Бакс                |                   |
| З                                       | Стефен Карри         | Голден Стэйт Уорриорз       |                   |
| З                                       | Лука Дончич          | Даллас Маверикс             |                   |
| Ц                                       | Никола Йокич         | Денвер Наггетс              |                   |
| Резервисты                              |                      |                             |                   |
| З                                       | Дамиан Лиллард       | Портленд Трэйл Блэйзерс     |                   |
| З                                       | Бен СиммонсINJ5      | Филадельфия Севенти Сиксерс |                   |
| З                                       | Крис Пол             | Финикс Санз                 |                   |
| З                                       | Джейлен Браун        | Бостон Селтикс              |                   |
| Ф                                       | Пол Джордж           | Лос-Анджелес Клипперс       |                   |
| Ф/Ц                                     | Домантас СабонисREP2 | Индиана Пэйсерс             |                   |
| Ц                                       | Руди Гобер           | Юта Джаз                    |                   |
| Главный тренер: Куин Снайдер (Юта Джаз) |                      |                             |                   |

### Матч всех звёзд НБА
| 7 марта 2021 8:00 pm ET | Протокол | Команда Леброна            | 170:150  | Команда Дюранта | Стэйт Фарм-арена, Атланта, Джорджия Судьи: Тони Браун Кортни Киркланд Том Вашингтон | TNT, TBS |
| 7 марта 2021 8:00 pm ET | Протокол | 40:39, 60:41, 46:45, 24:25 |          |                 | Стэйт Фарм-арена, Атланта, Джорджия Судьи: Тони Браун Кортни Киркланд Том Вашингтон | TNT, TBS |
| 7 марта 2021 8:00 pm ET | Протокол | Яннис Адетокунбо 35        | Очки     | Брэдли Бил 26   | Стэйт Фарм-арена, Атланта, Джорджия Судьи: Тони Браун Кортни Киркланд Том Вашингтон | TNT, TBS |
| 7 марта 2021 8:00 pm ET | Протокол | Крис Пол 8                 | Подборы  | Кавай Леонард 9 | Стэйт Фарм-арена, Атланта, Джорджия Судьи: Тони Браун Кортни Киркланд Том Вашингтон | TNT, TBS |
| 7 марта 2021 8:00 pm ET | Протокол | Крис Пол 16                | Передачи | Кайри Ирвинг 12 | Стэйт Фарм-арена, Атланта, Джорджия Судьи: Тони Браун Кортни Киркланд Том Вашингтон | TNT, TBS |

В первой четверти Команда Леброна пыталась уйти в отрыв, но Команда Дюранта не давала это сделать. Но победа в первом отрезке матча одержала команда Леброна со счётом 40 на 39. Вторую четверть выиграла команда Леброна со счётом 60 на 41. В третьем игровом отрезке шла равная борьба. Команда Леброна набрала 46 очков, а пропустила в свое кольцо 45. В соответствии с правилами игры команда, которая первая набрала 170 очков (146 очка у команды лидера по итогам трёх четвертей плюс 24 очка в честь Коби Брайанта), стала победителем матча. В четвертой четверти команда Леброна достигла целевого показателя по очкам и выиграла матч со счётом 170 на 150. Леброн Джеймс в качестве капитана команды матча всех звёзд выиграл четвертый матч подряд.
Самым ценным игроком матча был признан Яннис Адетокунбо, который стал самым результативным игроком встречи. Он набрал 35 очком (забил 16 из 16 бросков с игры) и сделал 7 подборов. У победителей 32 очка была на счету Дамиана Лилларда, а Стефен Карри набрал 28 очков. У проигравшей команды 26 очков было на счёту Брэдли Била, а Кайри Ирвинг сделал дабл-дабл из 24 очков и 12 передач.

#### Команда Леброна
| Команда Леброна Джеймса |                         |       |        |       |     |      |      |     |     |    |    |    |    |     |
| Стартовая пятёрка       | Клуб                    | MIN   | FG     | 3FG   | FT  | OREB | DREB | REB | AST | ST | BS | TO | PF | PTS |
| Лука Дончич             | Даллас Маверикс         | 32:00 | 3-7    | 2-6   | 0-0 | 0    | 3    | 3   | 8   | 0  | 0  | 2  | 1  | 8   |
| Стефен Карри            | Голден Стэйт Уорриорз   | 22:00 | 10-19  | 8-16  | 0-0 | 0    | 4    | 4   | 4   | 2  | 0  | 1  | 0  | 28  |
| Яннис Адетокунбо        | Милуоки Бакс            | 19:00 | 16-16  | 3-3   | 0-0 | 3    | 4    | 7   | 3   | 1  | 1  | 3  | 1  | 35  |
| Никола Йокич            | Денвер Наггетс          | 19:00 | 3-4    | 0-0   | 0-0 | 0    | 7    | 7   | 5   | 0  | 1  | 2  | 1  | 6   |
| Леброн Джеймс           | Лос-Анджелес Лейкерс    | 13:00 | 2-7    | 0-3   | 0-0 | 0    | 2    | 2   | 4   | 0  | 1  | 1  | 0  | 4   |
| Резерв                  |                         |       |        |       |     |      |      |     |     |    |    |    |    |     |
| Крис Пол                | Финикс Санз             | 31:00 | 3-6    | 0-3   | 0-0 | 1    | 7    | 8   | 16  | 3  | 0  | 3  | 3  | 6   |
| Джейлен Браун           | Бостон Селтикс          | 26:00 | 8-12   | 5-7   | 1-3 | 2    | 3    | 5   | 1   | 2  | 0  | 3  | 1  | 22  |
| Пол Джордж              | Лос-Анджелес Клипперс   | 26:00 | 6-8    | 5-7   | 0-0 | 0    | 2    | 2   | 2   | 1  | 0  | 1  | 0  | 17  |
| Дамиан Лиллард          | Портленд Трэйл Блэйзерс | 21:00 | 11-20  | 8-16  | 2-2 | 0    | 2    | 2   | 1   | 0  | 0  | 2  | 1  | 32  |
| Домантас Сабонис        | Индиана Пэйсерс         | 18:00 | 1-2    | 0-0   | 0-0 | 1    | 0    | 1   | 1   | 0  | 0  | 0  | 0  | 2   |
| Руди Гобер              | Юта Джаз                | 13:00 | 5-6    | 0-0   | 0-0 | 1    | 6    | 7   | 1   | 0  | 0  | 0  | 0  | 10  |
| Всего                   |                         |       | 68-107 | 31-61 | 3-5 | 8    | 40   | 48  | 46  | 9  | 3  | 18 | 8  | 170 |

#### Команда Дюранта
| Команда Кевина Дюранта |                       |       |        |       |     |      |      |     |     |    |    |    |    |     |
| Стартовая пятёрка      | Клуб                  | MIN   | FG     | 3FG   | FT  | OREB | DREB | REB | AST | ST | BS | TO | PF | PTS |
| Кайри Ирвинг           | Бруклин Нетс          | 32:00 | 10-15  | 2-6   | 2-3 | 3    | 2    | 5   | 12  | 2  | 0  | 1  | 2  | 24  |
| Брэдли Бил             | Вашингтон Уизардс     | 31:00 | 10-16  | 6-12  | 0-0 | 1    | 1    | 2   | 4   | 1  | 0  | 1  | 0  | 26  |
| Кавай Ленард           | Лос-Анджелес Клипперс | 20:00 | 3-8    | 2-7   | 0-0 | 1    | 8    | 9   | 8   | 1  | 0  | 3  | 0  | 8   |
| Джейсон Тейтум         | Бостон Селтикс        | 17:00 | 9-16   | 3-9   | 0-0 | 1    | 3    | 4   | 7   | 4  | 0  | 0  | 3  | 21  |
| Зайон Уильямсон        | Нью-Орлеан Пеликанс   | 14:00 | 5-9    | 0-0   | 0-0 | 1    | 0    | 1   | 0   | 0  | 0  | 0  | 0  | 10  |
| Резерв                 |                       |       |        |       |     |      |      |     |     |    |    |    |    |     |
| Джеймс Харден          | Бруклин Нетс          | 32:00 | 7-14   | 7-13  | 0-0 | 0    | 2    | 2   | 4   | 1  | 0  | 3  | 0  | 21  |
| Донован Митчелл        | Юта Джаз              | 28:00 | 6-12   | 3-9   | 0-0 | 0    | 4    | 4   | 4   | 1  | 0  | 1  | 1  | 15  |
| Зак Лавин              | Чикаго Буллз          | 28:00 | 5-10   | 2-6   | 1-2 | 3    | 1    | 4   | 3   | 3  | 0  | 2  | 1  | 13  |
| Никола Вучевич         | Орландо Мэджик        | 13:00 | 2-6    | 1-5   | 0-0 | 0    | 7    | 7   | 1   | 1  | 0  | 0  | 0  | 5   |
| Джулиус Рэндл          | Нью-Йорк Никс         | 13:00 | 2-2    | 0-0   | 0-0 | 0    | 2    | 2   | 2   | 0  | 0  | 2  | 0  | 4   |
| Майк Конли             | Юта Джаз              | 12:00 | 1-6    | 1-5   | 0-0 | 0    | 1    | 1   | 2   | 1  | 0  | 1  | 1  | 3   |
| Всего                  |                       |       | 60-114 | 27-72 | 3-5 | 10   | 31   | 41  | 47  | 15 | 0  | 14 | 8  | 150 |

### Рекорды матча всех звёзд 2021 года
Во время 70 матча всех звёзд было обновлены следующие рекорды:

#### Индивидуальные рекорды

##### Выбор на матч всех звёзд
- Наибольшее количество матчей в стартовом составе
  - 17 Леброн Джеймс

##### Очки
- Наибольшее количество очков в среднем за игру за карьеру (3 матча минимум)
  - 28.8 Яннис Адетокунбо
- Наибольшее количество очков за карьеру
  - 389 Леброн Джеймс

##### Время
- Наибольшее количество минут за карьеру
  - 473 Леброн Джеймс

##### Броски с игры
- Наибольший процент попаданий бросков с игры за карьеру
  - 88,2% Руди Гобер
- Наибольшее количество реализованных бросков с игры за карьеру
  - 161 Леброн Джеймс
- Наибольшее количество попыток бросков с игры за карьеру
  - 310 Леброн Джеймс

##### Трёхочковые броски
- Наибольший процент попаданий трёхочковых бросков за карьеру
  - 71,4% Джейлен Браун
- Наибольшее количество реализованных трёхочковых бросков за карьеру
  - 39 Джеймс Харден
- Наибольшее количество попыток трёхочковых бросков за карьеру
  - 119 Леброн Джеймс

#### Командный рекорды

##### Наибольшее количество очков в четверти матча у одной команды
- 60 Команда Леброна

## Матч восходящих звёзд НБА

### Состав
Матч новичков НБА или матч восходящих звёзд НБА представляет собой встречу игроков, которые выступают первый год в НБА («Новички»), и баскетболистов, играющих второй год в НБА («Второгодки»). Участвующие игроки выбираются путём голосования среди ассистентов главных тренеров клубов НБА. Матч должен был пройти в формате игроки из США против остального мира. В составе каждой команды, состоящей из 10 игроков, должны быть как минимум по 3 «новичка» и 3 «второгодки». Матч восходящих звёзд не состоялся из-за пандемии COVID-19, но НБА решила отметить молодых звёзд.
На матч были приглашены четверо «новичков», которые были выбраны в числе первых девяти баскетболистов на драфте НБА 2020 года: Энтони Эдвардс, Джеймс Уайзмен, Ламело Болл, Дени Авдия. На матч были выбраны шесть «второгодок», которые выступали прошлогоднем матче восходящих звёзд: Зайон Уильямсон, Джа Морант, Ар Джей Барретт, Руи Хатимура, Брэндон Кларк, Никейл Александер-Уокер.

| Поз.            | Гражданство | Игрок                   | Команда               | Сезон |
| --------------- | ----------- | ----------------------- | --------------------- | ----- |
| Ф               | Нигерия     | Прешес Ачиува           | Майами Хит            | 1     |
| З               | Канада      | Никейл Александер-Уокер | Нью-Орлеан Пеликанс   | 2     |
| Ф               | Израиль     | Дени Авдия              | Вашингтон Уизардс     | 1     |
| З/Ф             | Канада      | Ар Джей Барретт         | Нью-Йорк Никс         | 2     |
| З               | Аргентина   | Факундо Кампаццо        | Денвер Наггетс        | 1     |
| Ф               | Канада      | Брэндон Кларк           | Мемфис Гриззлис       | 2     |
| З               | Канада      | Лугенц Дорт             | Оклахома-Сити Тандер  | 2     |
| Ф               | Япония      | Руи Хатимура            | Вашингтон Уизардс     | 2     |
| З               | Франция     | Тео Маледон             | Оклахома-Сити Тандер  | 1     |
| З               | Канада      | Майкл Мюлдер            | Голден Стэйт Уорриорз | 2     |
| Главный тренер: |             |                         |                       |       |

| Поз.            | Игрок             | Команда               | Сезон |
| --------------- | ----------------- | --------------------- | ----- |
| З               | Ламело Болл       | Шарлотт Хорнетс       | 1     |
| З               | Энтони Эдвардс    | Миннесота Тимбервулвз | 1     |
| З               | Тайриз Халибертон | Сакраменто Кингз      | 1     |
| З               | Тайлер Хирро      | Майами Хит            | 2     |
| Ф               | Де'Андре Хантер   | Атланта Хокс          | 2     |
| З/ф             | Келдон Джонсон    | Сан-Антонио Спёрс     | 2     |
| З               | Джа Морант        | Мемфис Гриззлис       | 2     |
| Ф               | Кевин Портер      | Денвер Наггетс        | 2     |
| Ф               | Зайон Уильямсон   | Нью-Орлеан Пеликанс   | 2     |
| Ц               | Джеймс Уайзмен    | Голден Стэйт Уорриорз | 1     |
| Главный тренер: |                   |                       |       |

## Конкурсы звёздного уикенда

### Конкурс умений
В конкурсе умений примут участие 6 баскетболистов. 4 игрока в первом раунде будут бороться за выход в следующий тур. Лучшие игроки первого раунда выходят во второй, где сыграют с сеянными участниками конкурса за выход в финальный раунд. В финале игрок, который быстрее выполнит все задания, станет победителем конкурса умений
Никола Вучевич и Домантас Сабонис вышли в финал конкурса умений. Оба участника подошли к заключительному элементу соревнования одновременно. Домантас и Никола не забили первые два трёхочковых броска. Сабонис реализовал решающий бросок и стал победителем конкурса.
| Поз. | Игрок            | Команда                 | Рост | Вес |
| ---- | ---------------- | ----------------------- | ---- | --- |
| Ф    | Роберт Ковингтон | Портленд Трэйл Блэйзерс | 201  | 95  |
| З    | Лука Дончич      | Даллас Маверикс         | 201  | 104 |
| З    | Крис Пол         | Финикс Санз             | 183  | 79  |
| Ф    | Джулиус Рэндл    | Нью-Йорк Никс           | 203  | 113 |
| Ф/Ц  | Домантас Сабонис | Индиана Пэйсерс         | 211  | 109 |
| Ц    | Никола Вучевич   | Орландо Мэджик          | 211  | 118 |

|  | Четвертьфинал | Четвертьфинал    | Четвертьфинал |  |  | Полуфинал | Полуфинал        | Полуфинал |  |  | Финал | Финал            | Финал |
|  |               |                  |               |  |  |           |                  |           |  |  |       |                  |       |
|  |               |                  |               |  |  | IND       | Домантас Сабонис | 1         |  |  |       |                  |       |
|  | IND           | Домантас Сабонис | 1             |  |  | DAL       | Лука Дончич      | 0         |  |  |       |                  |       |
|  | NYK           | Джулиус Рэндл    | 0             |  |  |           |                  |           |  |  | IND   | Домантас Сабонис | 1     |
|  |               |                  |               |  |  |           |                  |           |  |  | ORL   | Никола Вучевич   | 0     |
|  |               |                  |               |  |  | ORL       | Никола Вучевич   | 1         |  |  |       |                  |       |
|  | ORL           | Никола Вучевич   | 1             |  |  | PHX       | Крис Пол         | 0         |  |  |       |                  |       |
|  | POR           | Роберт Ковингтон | 0             |  |  |           |                  |           |  |  |       |                  |       |

### Конкурс трёхочковых бросков
В конкурсе трёхочковых бросков примут участие 6 баскетболистов. 3 участника, показавшие лучший результат выходят в финал. По сравнению с предыдущим годом формат конкурса не поменялся. В конкурсе остались две отдельные точки, расположенные на расстоянии 6 футов (1 метр 83 сантиметров) от трёхочковой линии. На каждой отдельной точке находится один специальный «зеленый мяч» достоинством в 3 балла. На четырёх «точках» игроку предоставляется 4 мяча, каждое попадание оценивается в одно очко, а также есть специальный «призовой мяч», достоинством в 2 балла. На одной «точке» будет находиться стойка с 5 специальными «призовыми мячами» достоинством в 2 балла. Игрок сам выбирает на какой «точке» будет стойка с «призовыми мячами». На выполнение конкурса дается 70 секунд. Максимальное количество баллов, которое может набрать участник, равно 40.
В финал конкурса трёхочковых бросков вышли Стефен Карри, Майк Конли и Джейсон Тейтум. Стефен Карри набрал 28 очков и стал победителем конкурса.
| Поз. | Игрок           | Команда               | Рост | Вес | Первый раунд | Финал |
| ---- | --------------- | --------------------- | ---- | --- | ------------ | ----- |
| З    | Девин БукерINJ1 | Финикс Санс           | 196  | 93  |              |       |
| З    | Майк КонлиREP1  | Юта Джаз              | 185  | 79  | 28           | 27    |
| З    | Джейлен Браун   | Бостон Селтикс        | 198  | 101 | 17           | -     |
| З    | Стефен Карри    | Голден Стэйт Уорриорз | 191  | 84  | 31           | 28    |
| З    | Зак Лавин       | Чикаго Буллз          | 196  | 200 | 22           | -     |
| З    | Донован Митчелл | Юта Джаз              | 191  | 98  | 22           | -     |
| Ф    | Джейсон Тейтум  | Бостон Селтикс        | 203  | 95  | 25           | 17    |

↑  Девин Букер не принял участие в конкурсе из-за травмы.

↑  Майк Конли заменил травмированного Девина Букера.

### Слэм-данк контест
В слэм-данк контесте примут участие 3 баскетболиста: Анферни Саймонс, Кассиус Стэнли и Оби Топпин. Конкурс по броскам сверху будет состоять из 2-х раундов: первого и финального. В первом раунде участники выполняют по 2 данка. Два участника, набравшие наибольшее количество баллов выходят в финальный раунд. Финалисты в решающем раунде делают по 1 данку, а судьи конкурса определяют победителя путем поднятия таблички с фамилией участника финального раунда. Состав жюри конкурса будет состоять из 5 человек.
В финальный раунд слэм-данк контеста вышли Анферни Саймонс и Оби Топпин. Решением жюри после выполнения одного данка в финале победителем конкурса был признан Анферни Саймонс. 
| Поз. | Игрок           | Команда                 | Рост | Вес | Первый раунд | Первый раунд | Первый раунд | Финальный раунд |
| Поз. | Игрок           | Команда                 | Рост | Вес | 1 данк       | 2 данк       | Всего        | 1 данк          |
| ---- | --------------- | ----------------------- | ---- | --- | ------------ | ------------ | ------------ | --------------- |
| З    | Анферни Саймонс | Портленд Трэйл Блэйзерс | 191  | 82  | 46           | 49           | 95           | 3               |
| З    | Кассиус Стэнли  | Индиана Пэйсерс         | 196  | 86  | 44           | 37           | 81           | -               |
| Ф    | Оби Топпин      | Нью-Йорк Никс           | 206  | 100 | 48           | 46           | 94           | 2               |